# Bataille de Fahl
Guerres arabo-byzantines
Batailles
- Mu'tah (629)
- Ajnadayn (634)
- Damas (634)
- Fahl (635)
- Yarmouk (636)
- Jérusalem (636-637)

- Héliopolis (640)
- Nikiou (646)

- Sufétula (647)
- Tahouda (683)
- Mammès (688)
- Carthage (698)
- Oued Nini (698)

- 1re Constantinople (674-678)
- Sébastopolis (692)
- Tyane (~708)
- 2e Constantinople (717-718)
- Andrinople (718)
- Nicée (727)
- Akroinon (740)

- Kamacha (766)
- Invasion de l'Asie Mineure (782)
- Kopidnadon (788)
- Krasos (804)
- Invasion de l'Asie Mineure (806)
- Anzen (838)
- Amorium (838)
- Mauropotamos (844)
- Poson (863)
- Bathys Ryax (872 ou 878)

- Syracuse (877-878)
- Stelai ou 1re Milazzo (880)
- 2e Milazzo (888)
- Taormine (902)
- Garigliano (915)
- Détroit (965)
- Georges Maniakès en Sicile (1038-1040)

- Phœnix de Lycie (655)
- Keramaia (746)
- Conquête musulmane de la Crête (années 820)
- Damiette (853)
- Raguse (866-868)
- Kardia (~872-873)
- Golfe de Corinthe (~873)
- Céphalonie (880)
- Chalcis (~883)
- Thessalonique (904)

- Portes ciliciennes (878)
- Campagnes de Jean Kourkouas (926-944)
- Marach (953)
- Raban (958)
- Andrassos (960)
- Campagnes de Nicéphore II Phocas (956-969)
- Chandax (960-961)
- Alexandrette (971)
- Campagnes de Jean Tzimiskès (~950-975)
- Gués de l'Oronte (994)
- Alep (994-995)
- Apamée (998)
- Campagnes de Basile II (979-999)
- Azâz (1030)

La bataille de Fahl/Fihl ou bataille de Pella (en arabe : ةكرعم لحف ) est une bataille qui opposât les forces arabes du califat des Rachidoune à celles des romains d’Orient en janvier 635 lors du début des conquêtes arabes du Levant au VIIe siècle apr. J.-C. Les armées arabes, sous le commandement des généraux Khalid ibn al-Walid (surnommé Sayf Allah al-Masloul, L’Épée dégainée de Dieu), Abu Ubayda et Shurahbil ibn Hasana, affrontèrent les forces romaines dirigées par Théodore Trithyrius pour le contrôle de la ville de Fahl (l’antique Pella) dans la région de la vallée du Jourdain, dans l’actuelle Jordanie.
La bataille fut une victoire des Arabes musulmans qui défendirent la rive orientale du fleuve Jourdain après l’inondation de celui-ci par les Romains. Environ 10 000 Romains perdirent la vie lors de cette bataille après une retraite chaotique la nuit du 24 janvier, ouvrant la porte à la poursuite des rapides conquêtes arabes vers la Palestine et la Syrie.

## Contexte historique

### Le début des conquêtes arabes du levant
Le contexte général de la bataille de Fahl est celui des conquêtes musulmanes du Levant et des guerres arabo-byzantines. Sous la bannière de l’Islam, les tribus arabes jadis désunifiées s’étaient unifiées sous le califat des Rachidounes sous les premiers califes Abu Bakr et Omar au moment du début des conquêtes. Initialement un enchainement de raids contre les empires perses et romains d’Orient, les excursions arabes étaient rapidement devenues de véritables initiatives de conquête militaire. Les armées arabes s’étaient rapidement élargies en recrutant chez les tribus arabes conquises et converties à l’Islam. Parmi ces tribus soumises se trouva Khalid ibn al-Walid, un général militaire de génie qui fut mis aux commandes des armées musulmanes par Abu Bakr pour la campagne contre les Perses sassanides en 633 et éventuellement contre les Romains d’Orient en 634.
La campagne arabe dans le Levant romain débuta au début de l’année 633 avec une série d’affrontements mineurs dans le sud de la Syrie. Pendant cette phase initiale d’hostilités, les combats se résumaient surtout à de petites escarmouches entre les forces arabes et les garnisons militaires romaines dans la région, sans aucune grande bataille décisive. Les garnisons romaines installées dans les villes locales permirent à ceux-ci de maintenir le contrôle des zones urbaines, mais le contrôle des campagnes fut laissé aux Arabes. Khalid ibn al-Walid fut envoyé en Syrie Palestine après sa campagne victorieuse en Iraq contre les Perses sassanides par le calife Abu Bakr en 634. C’est durant cette deuxième phase du conflit en Syrie-Palestine que les armées arabes commencèrent à assiéger et prendre les villes de la région, notamment Bostra, Gaza, Scythopolis, Damas et Fahl en 635.

### Réponse romaine et combat en Palestine et Jordanie
En réaction aux excursions arabes dans les provinces du Levant, l’empereur romain Héraclius, alors âgé de 59 ans, leva personnellement une armée malgré ses problèmes de santé et la mena vers la Syrie en 634. Les forces romaines et arabes se rencontrèrent pour la première fois lors de la bataille d’Ajnadayn, dans l’actuel Israël, en juillet 634. Cette rencontre se termina en victoire décisive pour les Arabes de Khalid ibn al-Walid, mais les deux armées reçurent de lourdes pertes, ce qui obligea une réorganisation des armées pour les deux camps. En conséquence, un restant des armées romaines se réfugia alors dans la ville de Fahl sans que les Arabes aient eu la chance de profiter immédiatement de leur victoire pour détruire les survivants. Malgré tout, Khalid ibn al-Walid envoya un contingent de cavalier sous Abul A’war pour piéger la garnison romaine dans la ville. Le commandement des forces romaines en Palestine fut donné à Théodore Trithyrius suivant le repli d’Héraclius, toujours avec une santé précaire, et ses forces au nord de la Syrie à Antioche. Les objectifs de cette décision étant d’éviter que l’empereur lui-même soit en danger ainsi qu’assembler une nouvelle armée pour une contre-attaque. Les troupes de Khalid ibn al-Walid elles se réfugièrent à la ville syrienne de Damas prise plus tôt en 635. Le calife Abu Bakr mourut peu après la bataille d’Ajnadayn en août et son successeur, Omar, continua la supervision des conquêtes musulmanes.  Khalid ibn al-Walid pour sa part reçut l’aide, quoique forcée par le nouveau calife, d’un autre commandant arabe, Abu Ubayda, qui se chargeât de la coordination des armées musulmanes et de la planification stratégique de la campagne du Levant. Khalid ibn al Walid garda pour lui le rôle de général sur le terrain pour le reste de la campagne du Levant.

### Préambule à la bataille
Les Romains assemblaient également une nouvelle armée à Baisan sur la rive occidentale du Jourdain dans le but de couper les forces arabes de l’Arabie pour ainsi les laisser coincer en territoire ennemie. Cela faisait partie de la stratégie d’Héraclius d’éviter une autre bataille frontale telle qu’à Ajnadayn, optant plutôt pour une approche d’usure vis-à-vis les armées arabes, espérant pouvoir forcer les Arabes d’abandonner l’importante ville de Damas sans combattre. Les Arabes prirent connaissance de cette concentration de troupes à Baisan à l’aide d’agents locaux et estimaient que l’armée romaine totale à Baisan serait de 80 000 hommes et que cette armée menacerait les lignes de communication avec l’Arabie. Abu Ubayda, responsable des décisions stratégiques, rassembla un conseil de guerre et choisit d’envoyer les armées arabes dans la région vers Baisan pour affronter l’armée romaine avant qu’elle ne soit trop puissante.

## La bataille
La ville de Fahl, sur la rive orientale du Jourdain, avait déjà une modeste garnison romaine et Khalid ibn al-Walid avait laissé un contingent de cavaliers pour piéger la garnison romaine dans la ville. Les armées arabes quittèrent Damas mi-janvier 635, laissant une garnison importante à Damas sous le commandement de Yazid ibn Abi Sufyan pour ne pas perdre la ville. Au total, environ 30 000 soldats arabes faisaient partie de l’armée de Khalid ibn al-Walid après un long repos suivant Ajnadayn et la venue de renforts d’Arabie. L’armée arabe était divisée en cinq corps. Abu Ubayda plaça le gouverneur musulman de la Jordanie, Shurahbil ibn Hasana, comme commandant suprême de cette expédition vers Baisan pour respecter les ordres du calife, mais Khalid ibn al-Walid garda le contrôle de l’avant-garde de cette armée contenant ses vétérans de la campagne en Iraq.
La garnison romaine de Fahl avait cependant quitté en urgence la ville pour rejoindre l’armée à Baisan après avoir remarqué l’approche des troupes arabes. Ils inondèrent même les alentours de la ville avec des barrages artificiels sur le Jourdain dans le but de gagner du temps en ralentissant les Arabes. Cette tactique surprit les Arabes quand ils arrivèrent à Fahl, qui fut occupée par le corps de cavaliers d’Abul A’war. Les Arabes décidèrent de traverser le fleuve inondé et boueux malgré un manque d’expérience avec ce genre de condition de combat.
L’armée arabe fut déployée vers le nord-ouest en bas de la pente proche de Fahl. Abu Ubayda et Amr ibn al-Aas commandaient les flancs, Dhiraar ibn Al-Azwar commandait la cavalerie et Khalid ibn al-Walid avait la charge du centre de l’armée. Une première tentative fut faite pour franchir le Jourdain, mais elle échoua à cause de la boue, créant une sorte de marécage, qui empêchait l’avance pour la large armée arabe. En conséquence, l’armée arabe retourna à Fahl et y resta pour une semaine. Le commandant romain Théodore Trithyrius, nommé Saqalar (de son office nommé sakkellarios) fils de Mithraq dans les sources arabes, décida d’attaquer à son tour puisque celui-ci pensait que les armées arabes seraient prises par surprise, ne s’attendant pas à une attaque romaine précisément à cause du marais entourant le Jourdain. Cette attaque romaine prit lieu la nuit du 23 janvier 635 avec un nombre indéterminé de troupes romaines. Cependant, l’armée arabe avait pris les précautions nécessaires pour ne pas se faire surprendre et détecta immédiatement l’arrivée des Romains. Les Arabes étaient en formation et prêts à combattre.
La bataille de Fahl dura de la nuit du 23 janvier jusqu’au lendemain. Les Arabes gardèrent une position défensive, empêchant une percée romaine. Après le coucher du soleil le 24 janvier, les Romains battirent en retraite après de lourdes pertes et aucune percée des défenses arabes. À ce moment, les Arabes lancèrent une poursuite des Romains en retraite, exploitant la fatigue des troupes romaines qui avaient combattu depuis la veille. Ce fut le chaos parmi les Romains qui devaient s’enfuir à travers le marais de boue, la cohésion de la retraite romaine fut rapidement anéantie. On estime modestement qu’environ 10 000 Romains perdirent la vie à Fahl de la main des Arabes, et d’autres survivants romains se réfugièrent à Beisan. Les pertes arabes ne sont pas mentionnées, donc sont surement très basses. Le rôle crucial de l’inondation du Jourdain dans la victoire des Arabes mena à la bataille de Fahl d’être alternativement nommée la bataille de la boue dans certaines sources musulmanes. Les sources arabes mentionnent incorrectement la mort du commandant romain Saqalar lors de la bataille, mais Théodore Trithyrius réapparait dans les sources byzantines lors de la bataille de Yarmouk en 636. Finalement, la bataille de Fahl fut une victoire cuisante des forces du califat des Rachidounes contre l’Empire romain d’Orient.

## Conséquences historiques
À la suite de leur victoire à Fahl, les Arabes divisèrent l’armée en plus petits corps pour poursuivre la conquête du Levant. Shurahbil ibn Hasana et Amr ibn al-Aas traversèrent le Jourdain vers l’ouest et prirent la ville de Baisan après un bref siège. La garnison romaine de Baisan fut exécutée par Shurahbil ibn Hasana. Beisan accepta la conquête musulmane ainsi que le paiement de la jizya. Par la suite, la ville de Tibérias fut également prise par Shurahbil ibn Hasana avant la fin de février 635, pacifiant pour de bon la Jordanie pour les Rachidounes. Peu après, l’armée de Shurahbil ibn Hasana et Amr ibn al-Aas partit pour conquérir la Palestine après avoir reçu des ordres de la part du calife Omar. Ils combattirent encore une fois à Ajnadayn contre les Romains et la conquête de la Palestine fut achevée dès la fin de l’année 635.   En ce qui concerne Khalid ibn al-Walid et Abu Ubayda, ceux-ci restèrent à Fahl pour un moment avec le gros de l’armée arabe et éventuellement quittèrent la Jordanie pour aller vers le Nord à Damas. Khalid ibn al-Walid commanda les forces arabes à Yarmouk contre les Romains en 636 et remporta la plus grande bataille de la conquête du Levant pour les Rachidounes.
La bataille de Fahl, en concert avec d’autres défaites romaines entre 635-636 telles qu’Ajnadayn, Marj al-Suffar et Yarmouk, est représentative de l’échec militaire des Romains vis à-vis des Arabes tant sur le terrain que sur le maintien de contrôle stratégique des villes du Levant, tels que Damas. Ces défaites marquent l’incapacité romaine à maintenir le contrôle de la Syrie, de la Palestine et de la Jordanie face à la supériorité militaire arabe. Fahl en particulier fut décisif pour le contrôle de la Jordanie et de la Palestine, sa prise par les Arabes assurant la dominance de la rive orientale du Jourdain et la prise facile de Baisan sur la rive occidentale.

### Conséquences sur la ville de Fahl
La ville de Fahl fut livrée par sa population aux forces musulmanes. Les habitants de la cité, encerclés, mais protégés par les fortifications de la ville, négocièrent pour le maintien de leurs propriétés ainsi que leurs libertés personnelles et civiques en échange de paiement de taxes foncières et de capitation. La ville rejoignit pacifiquement le califat des Rachidounes, mais une continuité sociale fut maintenue dans la ville, tels le démontre des fouilles archéologiques qui trouva les restes de trois églises chrétiennes qui n’avaient aucun signe de destruction volontaire. Les églises montraient même les signes d’une utilisation continue lors du début de la période islamique dans la région. Les quartiers résidentiels de la ville furent également retrouvés et leur destruction datent de la mi VIIe siècle, après un séisme en 659. Les sources musulmanes précisent que la ville fut prise pacifiquement et les études archéologiques soutiennent fortement cette affirmation.
Dans la littérature musulmane concernant la rénovation des lieux saints, le récit du martyre des compagnons du Prophète aux batailles de Fahl, de Yarmouk et de Mu’ta tient une place importante.

## Sources et historiographie
Les sources concernant la conquête musulmane du Levant sont surtout musulmanes. Elles ne sont également pas unanimes sur le déroulement de la bataille, la datation ou même la séquence des évènements. Des sources musulmanes sur le sujet tel qu’ibn Ishaq (767 apr. J.-C.), al-Waqidi (823 apr. J.-C.), Sa’id ibn Abd al-Aziz al-Tanukhi (environ 800 apr. J.-C.), al-Ya’qubi (897 apr. J. C.) placent la bataille de Fahl en décembre 634-janvier 635 apr. J.-C./ Dhu l-qa’da 13 avant la chute de Damas en août-septembre.
Un autre groupe d’historiens musulmans tels que Sayf b. 'Umar (786-809 apr. J.-C.), Abu Uthman Yazid ibn Asid al-Ghassani et Abu Haritha al-Abshami qui placent plutôt la bataille de Fahl après la prise de Damas et tout cela une année après la bataille de Yarmouk elle-même placée à l’an 13 du calendrier hégirien / environ 634 apr. J.-C.
Selon l’historien britannique Hugh Nigel Kennedy, les deux armées se rencontrèrent en même temps dans le marais près de Fahl et aucune mention de sa part d’une attaque « surprise » des Romains la nuit du 23 janvier. Kennedy remarque que le déroulement de la bataille n’est pas clair. Cette version se base sur l’historien arabe al-Tabari qui écrivit ses chroniques sur les conquêtes musulmanes au IX/Xe siècles. Dans les écrits de al-Tabari, la bataille et assez courte, il n’y a pas d’attaque nocturne, les évènements prennent place à Baysan et pas près de Fahl.
L’historiographie plus moderne prend en considération la variété des sources, par exemple chez l’historien américain Fred McGraw Donner qui explore les différentes versions des faits dans son œuvre The early islamic conquests (1981) ou bien l’historien pakistanais Agha Ibrahim Akram qui offre une version plus synthétique de la bataille à partir des sources musulmanes dans The Sword of Allah: Khalid bin Al-Waleed (1970).
En comparaison, les sources romaines sont souvent lacunaires voir absentes. Théophane le Confesseur ne mentionne pas du tout Fahl dans ses écrits pour les années 633-636. La campagne de Théodore Trithyrius au Levant est mentionnée, mais reste très vague en comparaison aux sources musulmanes.  Il n’y a pas de grands historiens romains pour les conquêtes musulmanes du VII et VIIIe siècles du même calibre que Procope ou Théophylacte Simocatta. Ce thème de l’histoire romaine aura été trop pessimiste pour les historiens séculaires romains qui n’auraient eu que des désastres militaires et politiques à décrire. Les panégyriques impériaux romains préféraient amplement écrire sur les exploits d’Héraclius contre les Perses sassanides que sur les conquêtes arabes, laissant ce thème à des auteurs plus théologiques qui approchaient le sujet sous un angle moralisateur et religieux. Aussi, les provinces conquises par les Arabes étaient une grande source d’historiens séculaires, et de lecteurs de ces œuvres, pour l’Empire romain d’Orient. Avec leurs pertes ainsi que la dégradation du système d’éducation séculaire romain suivant les conquêtes arabes, c’est l’Église qui supportait les écrivains hellénophones, le plus notable pour la conquête arabe étant Théophane le Confesseur.